# ذهب الأبله (فلم 2008)
ذهب الأبله  (بالإنجليزية: Fool's Gold) هو فيلم مغامرة تم إنتاجه في الولايات المتحدة وصدر في سنة 2008. الفيلم من إخراج أندي تننت وكتابة أندي تننت.

## بطولة
- ماثيو ماكونهي
- كيت هدسون
- إوين بريمنر
- راي وينستون
- دونالد سثرلاند

## الميزانية والإيرادات
بلغت تكلفة إنتاج الفيلم حوالي 70 مليون دولار بينما حقق أرباحا تقدر بـ 111,231,041 دولار.

## وصلات خارجية
- مقالات تستعمل روابط فنية بلا صلة مع ويكي بيانات